# Milad Zakipour
Milad Zakipour (tiếng Ba Tư: میلاد زکیپور; sinh ngày 23 tháng 11 năm 1995) là một hậu vệ bóng đá người Iran, hiện tại thi đấu cho Esteghlal ở Persian Gulf Pro League.

## Sự nghiệp câu lạc bộ

### Naft Tehran
Anh được đẩy lên đội một vào tháng 12 năm 2015. Anh có màn ra mắt cho Naft Tehran ngày 28 tháng 12 năm 2015 trước Tractor Sazi thay thế cho Vahid Hamdinejad.

### Esteghlal
Anh gia nhập Esteghlal vào tháng 6 năm 2016 với một bản hợp đồng 3 năm.

## Thống kê sự nghiệp câu lạc bộ
Tính đến 3 tháng 3 năm 2017
| Câu lạc bộ          | Hạng đấu            | Mùa giải            | Giải vô địch | Giải vô địch | Cúp Hazfi | Cúp Hazfi | Châu Á  | Châu Á    | Tổng    | Tổng      |
| Câu lạc bộ          | Hạng đấu            | Mùa giải            | Số trận      | Bàn thắng    | Số trận   | Bàn thắng | Số trận | Bàn thắng | Số trận | Bàn thắng |
| ------------------- | ------------------- | ------------------- | ------------ | ------------ | --------- | --------- | ------- | --------- | ------- | --------- |
| Naft Tehran         | Pro League          | 2015–16             | 3            | 0            | 3         | 0         | 0       | 0         | 6       | 0         |
| Esteghlal           | Pro League          | 2016–17             | 15           | 0            | 1         | 0         | 3       | 0         | 19      | 0         |
| Esteghlal           | Pro League          | 2017–18             | 18           | 0            | 1         | 0         | 6       | 0         | 25      | 0         |
| Tổng cộng sự nghiệp | Tổng cộng sự nghiệp | Tổng cộng sự nghiệp | 36           | 0            | 5         | 0         | 9       | 0         | 50      | 0         |

## Danh hiệu
Esteghlal
- Cúp Hazfi: 2017–18